# Monika Smoleń
Monika Smoleń-Bromska (ur. 12 kwietnia 1973 w Krakowie) – polska menedżer kultury, doktor nauk ekonomicznych w zakresie zarządzania, w latach 2008–2015 podsekretarz stanu w Ministerstwie Kultury i Dziedzictwa Narodowego.

## Życiorys
Ukończyła studia z zakresu geografii społeczno-ekonomicznej na Uniwersytecie Jagiellońskim, pracę magisterską poświęcając dziedzictwu kulturowemu Krakowa. Odbyła studia podyplomowe m.in. na Wydziale Prawa i Administracji tej uczelni. W 2003 na podstawie rozprawy zatytułowanej Wpływ przemysłów kultury na atrakcyjność życia w mieście uzyskała na Wydziale Zarządzania i Komunikacji Społecznej UJ stopień doktora nauk ekonomicznych w zakresie nauk o zarządzaniu. Była stypendystką m.in. Uniwersytetu Erazma w Rotterdamie.
W latach 1998–2007 była pracownikiem naukowym Instytutu Spraw Publicznych Uniwersytetu Jagiellońskiego, prowadziła zajęcia z zakresu polityki regionalnej i zarządzania kulturą. Od 2003 do 2004 pełniła jednocześnie funkcję kierownika zespołu zajmującego się funduszami europejskimi i strategią kultury w Narodowym Centrum Kultury. Była też pełnomocnikiem ministra kultury ds. narodowych programów kultury. W 2004 została etatowym urzędnikiem w Ministerstwie Kultury. Była dyrektorem Departamentu Współpracy z Samorządami oraz Departamentu Strategii Kultury, Spraw Europejskich i Funduszy Europejskich. Zajmowała się m.in. wdrażaniem Narodowej Strategii Rozwoju Kultury i sprawami funduszy europejskich UE dla kultury.
26 lutego 2008 objęła stanowisko podsekretarza stanu w MKiDN, odpowiedzialnego za szkolnictwo artystyczne, edukację kulturalną, współpracę międzynarodową i fundusze europejskie. 14 października 2011 powołana do Rady Polskiego Instytutu Sztuki Filmowej. W styczniu 2013 powołana do rady programowej Instytutu Adama Mickiewicza. W listopadzie 2015 odwołana z funkcji wiceministra. Objęła później stanowisko dyrektora Departamentu Funduszy Europejskich w Ministerstwie Kultury i Dziedzictwa Narodowego.

## Odznaczenia
Wyróżniona Brązowym (2005) i Srebrnym (2015) Medalem „Zasłużony Kulturze Gloria Artis”, Komandorią z Gwiazdą Królewskiego Norweskiego Orderu Zasługi (2012).

## Życie prywatne
Jest żoną reżysera Jacka Bromskiego.